# Vrubozubcovití
Vrubozubcovití (Cichlidae, česky též cichlidy) je čeleď paprskoploutvých ryb ze sladkých vod Jižní a Střední Ameriky, Afriky a Asie. U cichlid je silně vyvinuta péče o potomstvo.

## Výskyt
Vrubozubcovití se přirozeně vyskytují v Jižní a Střední Americe (na severu až po Rio Grande), Africe a v několika druzích i v Asii od Izraele po Indii a Srí Lanku.

## Taxonomie
Na základě tradiční systematiky spadali cichlidy do řádu ostnoploutví (Perciformes). Na základě molekulární fylogenetiky patří buď do řádu slizouni (Blenniiformes), anebo do užšího řádu Cichliformes spolu s Pholidichthyidae a Polycentridae.
Rody vrubozubcovitých:
- rod Acarichthys (Eigenmann, 1912) – akara
- rod Acaronia (Myers, 1940) – vrubozubec
- rod Aequidens (Eigenmann & Bray, 1894) – akara
- rod Alcolapia
- rod Allochromis (Grenwood, 1980) – vrubozubec
- rod Alticorpus (Stauffer & McKaye, 1988) – vrubozubec
- rod Altolamprologus (Poll, 1986) – pestřenec
- rod Amatitlania (Schmitter-Soto, 2007)
- rod Amphilophus (Agassiz, 1859) – kančík
- rod Andinoacara (Musilová, Říčan & Novák, 2009)
- rod Anomalochromis (Greenwood, 1985) – tlamovec
- rod Apistogramma (Regan, 1913) – cichlidka
- rod Apistogrammoides (Meinken, 1965) – vrubozubec
- rod Archocentrus (Gill & Bransford, 1877) – cichlida
- rod Aristochromis (Trewavas, 1935) – vrubozubec
- rod Astatoreochromis (Pellegrin, 1904)
- rod Astatotilapia (Pellegrin, 1904) – tlamovec
- rod Astronotus (Swainson, 1839) – vrubozubec
- rod Aulonocara (Regan, 1922) – tlamovec
- rod Aulonocranus (Regan, 1920) – vrubozubec
- rod Australoheros (Říčan & Kullander, 2006)
- rod Baileychromis (Poll, 1986) – vrubozubec
- rod Bathybates (Boulenger, 1898) – vrubozubec
- rod Benitochromis (Lamboj, 2001) – vrubozubec
- rod Benthochromis (Poll, 1986) – vrubozubec
- rod Biotodoma (Eigenmann & Kennedy, 1903)
- rod Biotoecus (Eigenmann & Kennedy, 1903)
- rod Boulengerochromis (Pellegrin, 1904)
- rod Buccochromis (Eccles & Trewavas, 1989)
- rod Bujurquina (Kullander, 1986)
- rod Callochromis (Regan, 1920)
- rod Caprichromis (Eccles & Trewavas, 1989)
- rod Caquetaia (Fowler, 1945)
- rod Cardiopharynx (Poll, 1942)
- rod Chaetobranchopsis (Steindachner, 1875)
- rod Chaetobranchus (Heckel, 1840)
- rod Chalinochromis (Poll, 1974)
- rod Champsochromis (Boulenger, 1915)
- rod Cheilochromis (Eccles & Trewavas, 1989)
- rod Chetia (Trewavas, 1961)
- rod Chilochromis (Boulenger, 1902)
- rod Chilotilapia (Boulenger, 1908)
- rod Chromidotilapia (Boulenger, 1898) – tlamovec
- rod Cichla (Bloch & Schneider, 1801) – cichlida
- rod Cichlasoma (Swainson, 1839) – akara
- rod Cleithracara (Kullander & Nijssen, 1989) – akara
- rod Congochromis (Stiassny & Schliewen, 2007)
- rod Copadichromis (Eccles & Trewavas, 1989) – tlamovec
- rod Corematodus (Boulenger, 1897)
- rod Crenicara (Steindachner, 1875) – hřebenáček
- rod Crenicichla (Heckel, 1840) – hřebenáč
- rod Cryptoheros (Allgayer, 2001) – kančík
- rod Ctenochromis (Pfeffer, 1893) †
- rod Ctenopharynx (Eccles & Trewavas, 1989)
- rod Cunningtonia (Boulenger, 1906)
- rod Cyathochromis (Trewavas, 1935)
- rod Cyathopharynx (Rega, 1920)
- rod Cyclopharynx (Poll, 1948)
- rod Cynotilapia (Regan, 1922) – tlamovec
- rod Cyphotilapia (Regan, 1920) – tlamovec
- rod Cyprichromis (Scheuermann, 1977) – cichlida
- rod Cyrtocara (Boulenger, 1902)
- rod Danakilia (Thys van den Audenaerde, 1969)
- rod Dicrossus (Steindachner, 1875) – hřebenáček
- rod Dimidiochromis (Eccles & Trewavas, 1989) – cichlida
- rod Diplotaxodon (Trewavas, 1935)
- rod Divandu (Lamboj & Snoeks, 2000)
- rod Docimodus (Boulenger, 1897)
- rod Eclectochromis (Eccles & Trewavas, 1989)
- rod Ectodus (Boulenger, 1898)
- rod Enantiopus
- rod Enigmatochromis (Lamboj, 2009)
- rod Eretmodus (Boulenger, 1898)
- rod Etia (Schliewen & Stiassny, 2003)
- rod Etroplus (Cuvier, 1830) – skvrnivec
- rod Exochochromis (Eccles & Trewavas, 1989)
- rod Fossorochromis (Eccles & Trewavas, 1989)
- rod Gaurochromis (Greenwood, 1980)
- rod Genyochromis (Trewavas, 1935)
- rod Geophagus (Heckel, 1840) – perleťovka
- rod Gephyrochromis (Boulenger, 1901)
- rod Gnathochromis (Poll, 1981)
- rod Gobiocichla (Kanazawa, 1951)
- rod Grammatotria (Boulenger, 1899)
- rod Greenwoodochromis (Poll, 1983)
- rod Guianacara (Kullander & Nijssen, 1989)
- rod Gymnogeophagus (Miranda-Ribeiro, 1918) – perleťovka
- rod Haplochromis (Hilgendorf, 1888) – tlamovec
- rod Haplotaxodon (Boulenger, 1906)
- rod Hemibates (Regan, 1920)
- rod Hemichromis (Peters, 1857) – perlovka
- rod Hemitaeniochromis (Eccles & Trewavas, 1989)
- rod Hemitilapia (Boulenger, 1902)
- rod Herichthys (Baird & Girard, 1854) – kančík
- rod Heroina (Kullander, 1996)
- rod Heros (Heckel, 1840) – kančík
- rod Heterochromis (Regan, 1922)
- rod Hoplarchus (Kaup, 1860) – kančík
- rod Hoplotilapia (Hilgendorf, 1888) †
- rod Hypselecara (Kullander, 1986) – kančík
- rod Hypsophrys (Agassiz, 1859) – kančík
- rod Interochromis (Yamaoka, Hori & Kuwamura, 1988)
- rod Iodotropheus (Oliver & Loiselle, 1972)
- rod Iranocichla (Coad, 1982)
- rod Julidochromis (Boulenger, 1898) – cichlidka
- rod Katria (Stiassny & Sparks, 2006)
- rod Konia (Trewavas, 1972)
- rod Krobia (Kullander & Nijssen, 1989) – akara
- rod Labeotropheus (Ahl, 1926) – tlamovec
- rod Labidochromis (Trewavas, 1935) – tlamovec
- rod Laetacara (Kullander, 1986) – akara
- rod Lamprologus (Schilthuis, 1891) – pestřenec
- rod Lepidiolamprologus (Pellegrin, 1904) – pestřenec
- rod Lestradea (Poll, 1943)
- rod Lethrinops (Regan, 1922)
- rod Lichnochromis (Trewavas, 1935)
- rod Limbochromis (Greenwood, 1987)
- rod Limnochromis (Regan, 1920)
- rod Limnotilapia (Regan, 1920)
- rod Lithochromis
- rod Lobochilotes (Boulenger, 1915)
- rod Macropleurodus (Regan, 1922)
- rod Maravichromis
- rod Maylandia (Meyer & Forester, 1984) – tlamovec
- rod Mazarunia (Kullander, 1990)
- rod Mbipia (Lippitsch & Seehausen, 1998)
- rod Mchenga (Stauffer & Konings, 2006)
- rod Melanochromis (Trewavas, 1935) – tlamovec
- rod Mesonauta (Günther, 1862) – kančík
- rod Microchromis (Johnson, 1975)
- rod Mikrogeophagus (Meulengracht-Madson, 1968) – cichlidka
- rod Myaka (Trewavas, 1972)
- rod Mylochromis (Regan, 1920)
- rod Naevochromis (Eccles & Trewavas, 1989)
- rod Nandopsis (Gill, 1862) – kančík
- rod Nannacara (Regan, 1905) – akarka
- rod Nanochromis (Pellegrin, 1904) – cichlidka
- rod Neochromis (Regan, 1920)
- rod Neolamprologus (Colombe & Allgayer, 1985) – pestřenec
- rod Nimbochromis (Eccles & Trewavas, 1989) – tlamovec
- rod Nyassachromis (Eccles & Trewavas, 1989)
- rod Ophthalmotilapia (Pellegrin, 1904)
- rod Oreochromis (Günther, 1889) – okounovec
- rod Orthochromis (Greenwood, 1954)
- rod Otopharynx (Regan, 1920)
- rod Oxylapia (Kiener & Maugé, 1966)
- rod Pallidochromis (Turner, 1994)
- rod Parachromis (Regan, 1922) – kančík
- rod Paracyprichromis (Poll, 1986)
- rod Paralabidochromis (Greenwood, 1956)
- rod Parananochromis (Greenwood, 1987)
- rod Paraneetroplus (Regan, 1905)
- rod Paratilapia (Bleeker, 1868) – cichlida
- rod Paretroplus (Bleeker, 1868)
- rod Pelmatochromis (Steindachner, 1894)
- rod Pelvicachromis (Thys van den Audenaerde, 1968) – pestřenec
- rod Perissodus (Boulenger, 1898)
- rod Petenia (Günther, 1862) – kančík
- rod Petrochromis (Boulenger, 1898)
- rod Petrotilapia (Trewavas, 1935)
- rod Pharyngochromis (Greenwood, 1979)
- rod Placidochromis (Eccles & Trewavas, 1989)
- rod Platytaeniodus (Boulenger, 1906)
- rod Plecodus (Boulenger, 1898)
- rod Protomelas (Eccles & Trewavas, 1989)
- rod Pseudocrenilabrus (Fowler, 1934) – tlamovec
- rod Pseudosimochromis (Nelissen, 1977)
- rod Pseudotropheus (Regan, 1922) – tlamovec
- rod Pterochromis (Trewavas, 1973)
- rod Pterophyllum (Heckel, 1840) – skalára
- rod Ptychochromis (Steindachner, 1880)
- rod Ptychochromoides (Kiener & Maugé, 1966)
- rod Pundamilia (Seehausen & Lippitsch, 1998)
- rod Pungu (Trewavas, 1972)
- rod Pyxichromis (Greenwood, 1980)
- rod Reganochromis (Whitley, 1929)
- rod Retroculus (Eigenmann & Bray, 1894)
- rod Rhamphochromis (Regan, 1922)
- rod Rocio (Schmitter-Soto, 2007)
- rod Sargochromis (Regan, 1920)
- rod Sarotherodon (Rüppell, 1852) – tlamoun
- rod Satanoperca (Günther, 1862) – perleťovka
- rod Schubotzia (Boulenger, 1914)
- rod Schwetzochromis (Poll, 1948)
- rod Sciaenochromis (Eccles & Trewavas, 1989)
- rod Serranochromis (Regan, 1920)
- rod Simochromis (Boulenger, 1898)
- rod Spathodus (Boulenger, 1900)
- rod Steatocranus (Boulenger, 1899) – hrbohlavec
- rod Stigmatochromis (Eccles & Trewavas, 1989)
- rod Stomatepia (Trewavas, 1962)
- rod Symphysodon (Heckel, 1840) – terčovec
- rod Taeniacara (Myers, 1935)
- rod Taeniochromis (Eccles & Trewavas, 1989)
- rod Taeniolethrinops (Eccles & Trewavas, 1989)
- rod Tahuantinsuyoa (Kullander, 1986)
- rod Tangachromis (Poll, 1981)
- rod Tanganicodus (Poll, 1950)
- rod Teleocichla (Kullander, 1988)
- rod Teleogramma (Boulenger, 1899)
- rod Telmatochromis (Boulenger, 1898)
- rod Theraps (Günther, 1862)
- rod Thoracochromis (Greenwood, 1979)
- rod Thorichthys (Meek, 1904) – kančík
- rod Thysochromis (Daget, 1988) – pestřenec
- rod Tilapia (Smith, 1840) – tilápie
- rod Tomocichla (Regan, 1908)
- rod Tramitichromis (Eccles & Trewavas, 1989)
- rod Trematocara (Boulenger, 1899)
- rod Trematocranus (Trewavas, 1935)
- rod Triglachromis (Poll & Thys van den Audenaerde, 1974)
- rod Tristramella (Trewavas, 1942)
- rod Tropheus (Boulenger, 1898) – tlamovec
- rod Tylochromis (Regan, 1920)
- rod Tyrannochromis (Eccles & Trewvas, 1989)
- rod Uaru (Heckel, 1840) – cichlida
- rod Variabilichromis (Colombe & Allgayer, 1985)
- rod Vieja (Fernández-Yépez, 1969) – kančík
- rod Xenochromis (Boulenger, 1899)
- rod Xenotilapia (Boulenger, 1899) – vrubozubec
- rod Yssichromis (Greenwood, 1980)

## Rozmnožování a péče o potomstvo
Cichlidy jsou jikernaté ryby, třou se, obvykle v párech, a kladou jikry. V akváriích však jsou velmi často pozorována tření několika jedinců najednou. Jde především o ryby z afrických jezer Malawi a Tanganika.
Jihoamerické cichlidy se o jikry a potěr většinou velice pečlivě starají. Podle toho, který z rodičů se o potomstvo stará a jak mají rodiče rozděleny funkce, se u různých druhů cichlid dá rozlišit pět základních typů rodin. V rodině rodičovského typu se o potomstvo starají oba rodiče podobným způsobem. V rodině typu otec-matka se o potomstvo stará pár společně, mají ale výrazně rozdělené role, samec obvykle hlídá teritorium. V harémové rodině se samec vytírá s více samicemi, z nichž si každá udržuje vlastní teritorium, ve kterém se o potomstvo stará, zatímco samec hlídá velké teritorium zahrnující teritoria samic. V rodině mateřského typu se o potomstvo stará jen matka. Rodina otcovského typu, ve které se o potomstvo stará pouze otec, je u cichlid spíše výjimkou. Rodiče jsou při odchovávání plůdku daleko agresivnější než mimo období rozmnožování.
U některých cichlid se vyvinula velmi specializovaná péče. Řada jihoamerických i afrických druhů přechovává jikry i plůdek v tlamě. Plůdek terčovců – rod Discus se živí kožním sekretem rodičů. Ten dosud nebyl v žádné laboratoři napodoben, proto cena těchto ryb je značně vysoká.
Ryby z afrických jezer Malawi a Tanganika se rozmnožují tak, že jeden dominantní samec v hejnu se tře se všemi samicemi. Jikry a plůdek uchovává matka v tlamce po celou dobu vývoje plůdku. Traduje se, že po tuto dobu nepřijímá potravu, ale není tomu tak – v zajetí byly mnohokrát pozorovány samice, které v období nošení plůdku v tlamě přijímaly potravu.
Terčovci se oproti jiným druhům starají o potomstvo střídavě. Několik hodin je plůdek přichycen na kožním sekretu třeba otce a po několika hodinách sebou otec škubne a plůdek jako na povel přepluje na druhého rodiče.
Česko patří s Malajsií, Tchaj-wanem a několika dalšími zeměmi k nejdůležitějším producentům akvarijních ryb na světě.

## Chov v akváriu
Vrubozubcovití (mezi akvaristy známější pod jménem cichlidy) patří k nejoblíbenějším akvarijním rybám. Jihoamerické skaláry a terčovci patří k nejznámějším akvarijním rybám vůbec. Velmi oblíbené jsou rovněž drobné jihoamerické cichlidky a endemičtí tlamovci z východoafrických jezer Tanganika a Malawi.
Chov i odchov méně náročných cichlid je relativně jednoduchý a vhodný i pro začínající akvaristy. Mezi cichlidy ale patří i řada velmi náročných ryb. Například známí terčovci jsou velmi choulostiví a vyžadují odbornou péči. Cichlidy z východoafrických jezer jsou velmi náročné na parametry vody a její znečištění dusíkatými látkami.

## Galerie

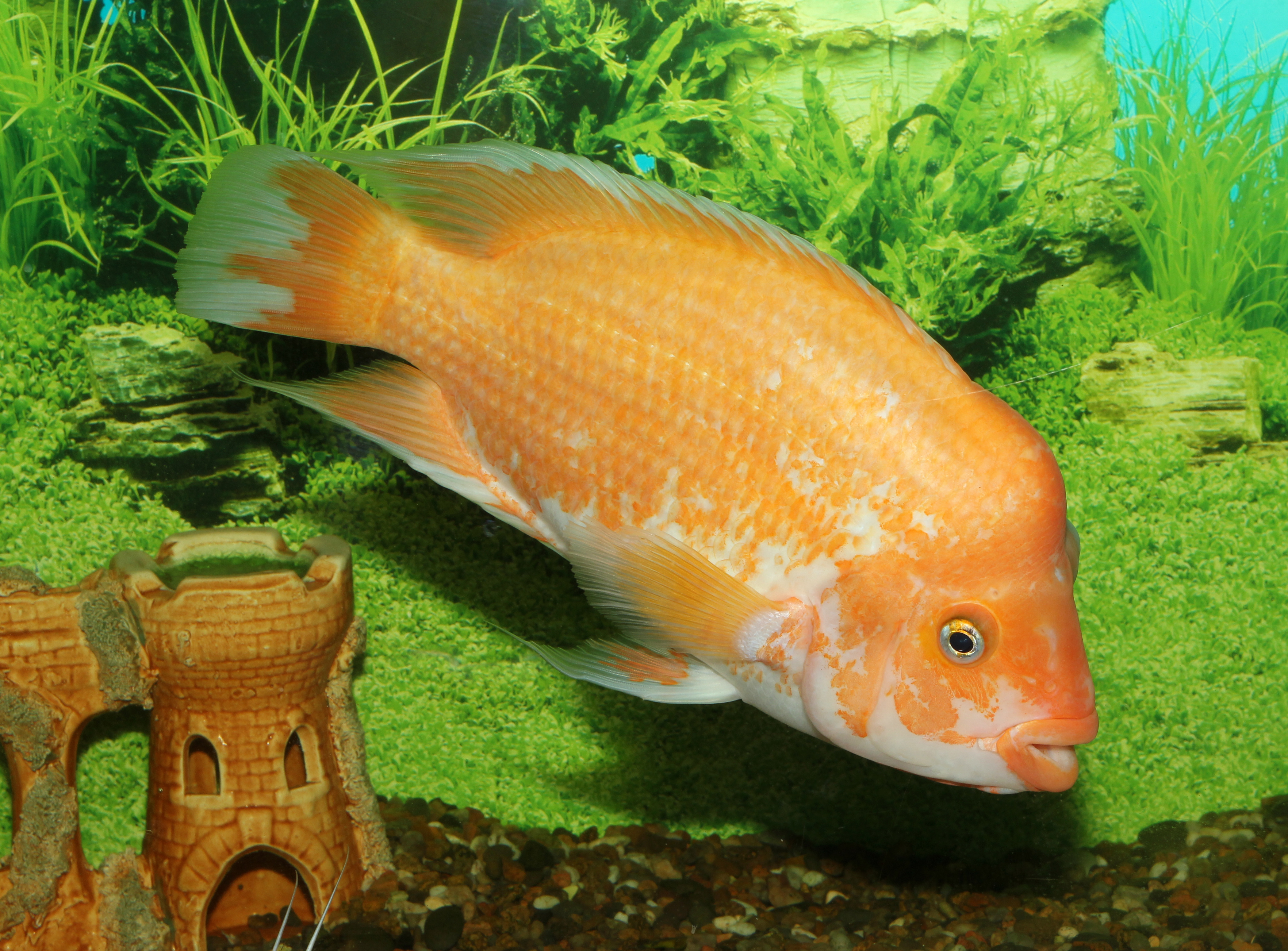
Amphilophus citrinellus (kančík citrónový)
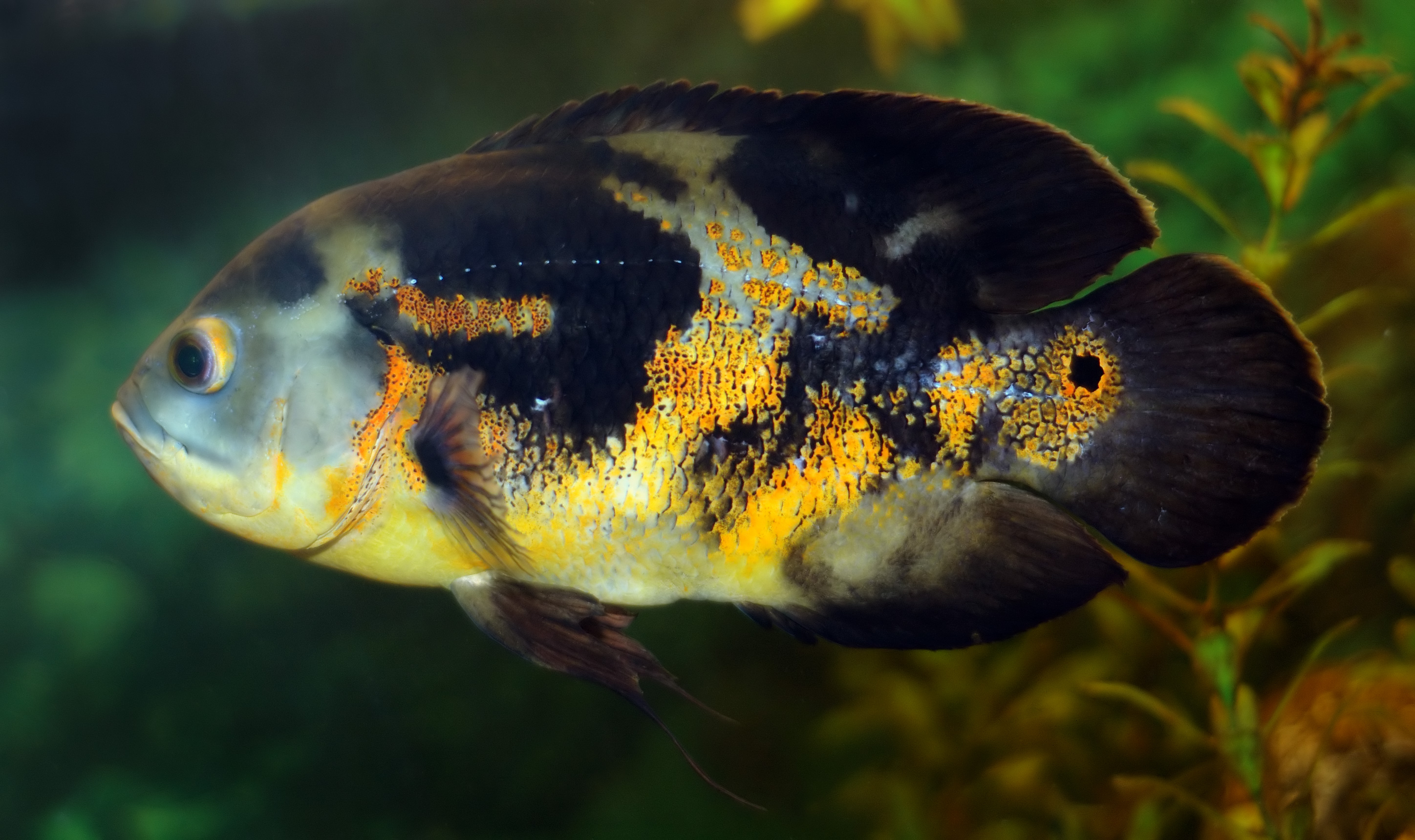
Astronotus ocellatus (vrubozubec paví)
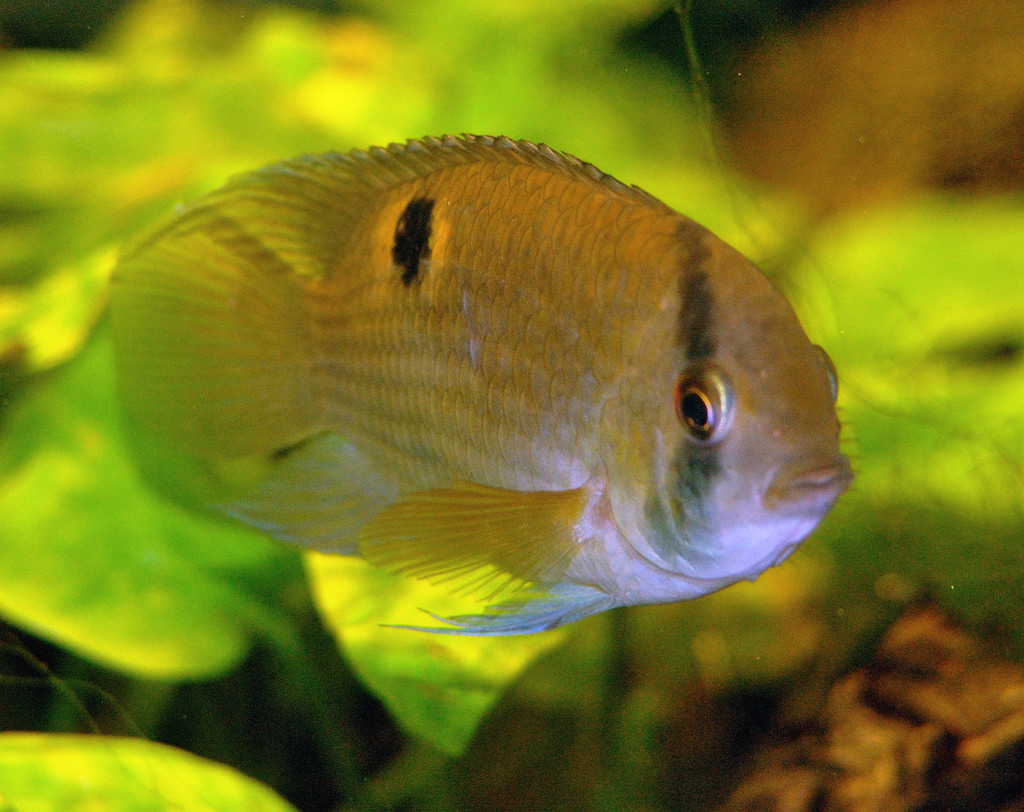
Cleithracara maronii (akara hnědá)
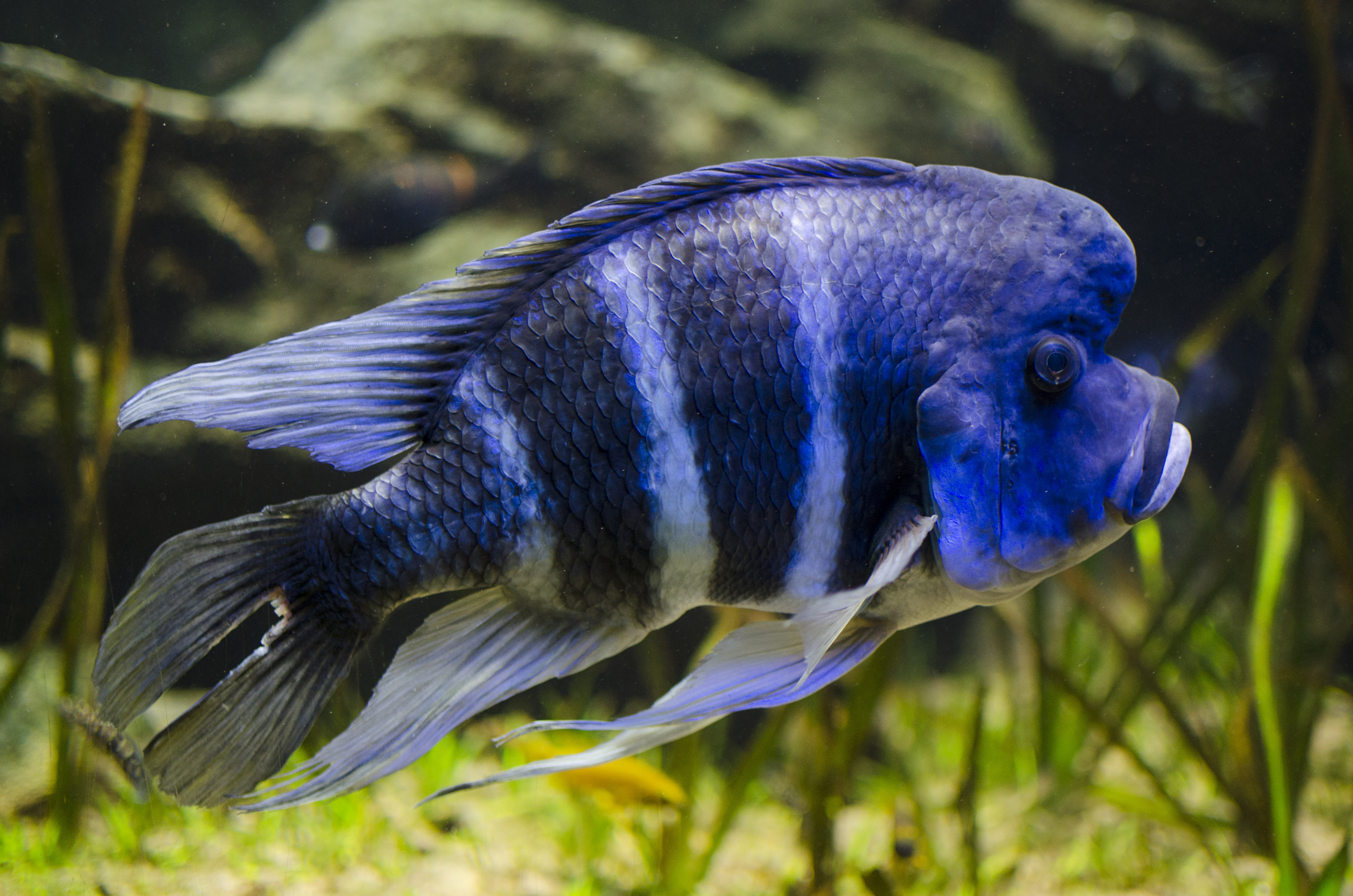
Cyphotilapia frontosa (tlamovec čelnatý)
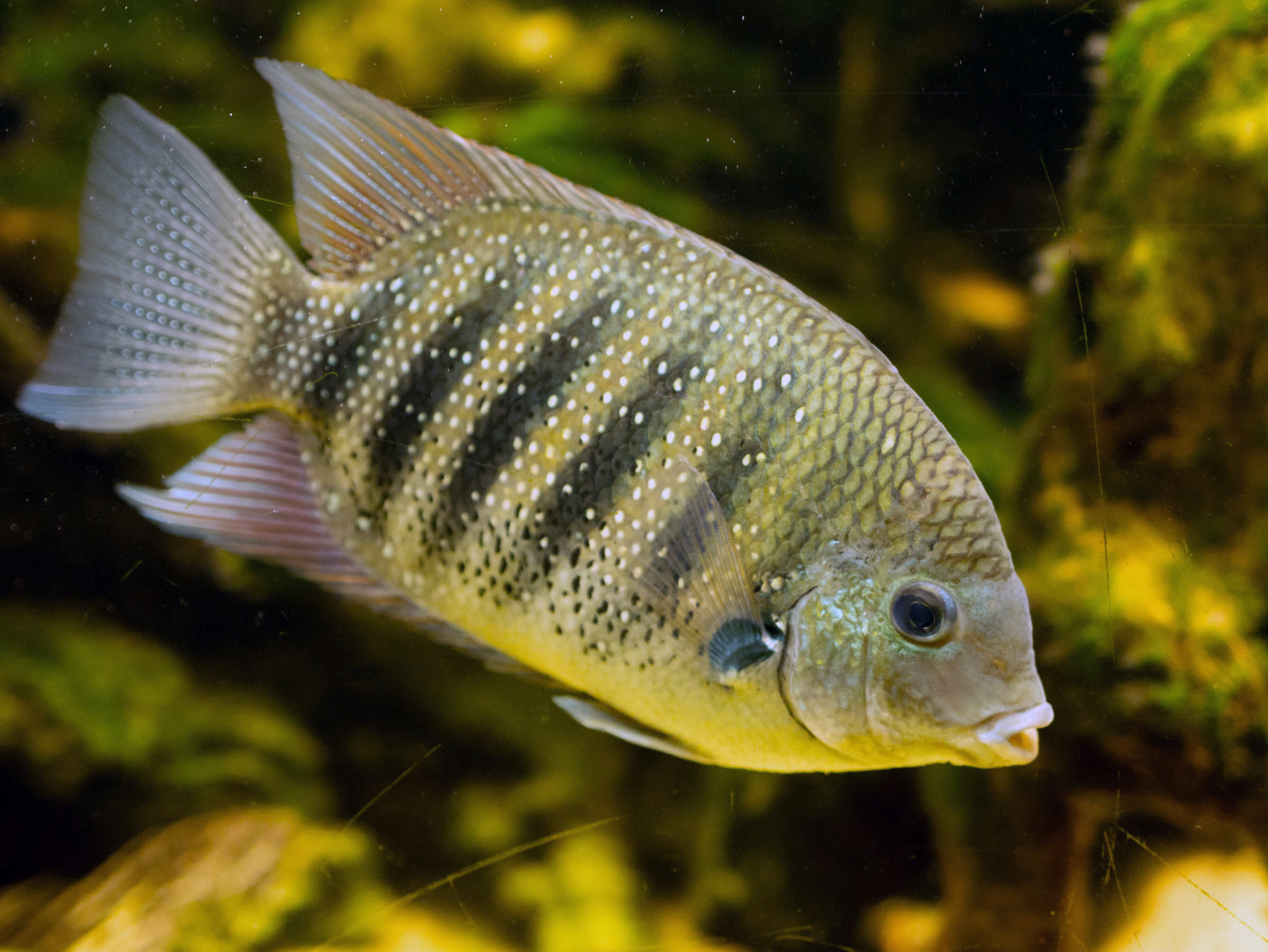
Etroplus suratensis (skvrnivec proužkovaný)
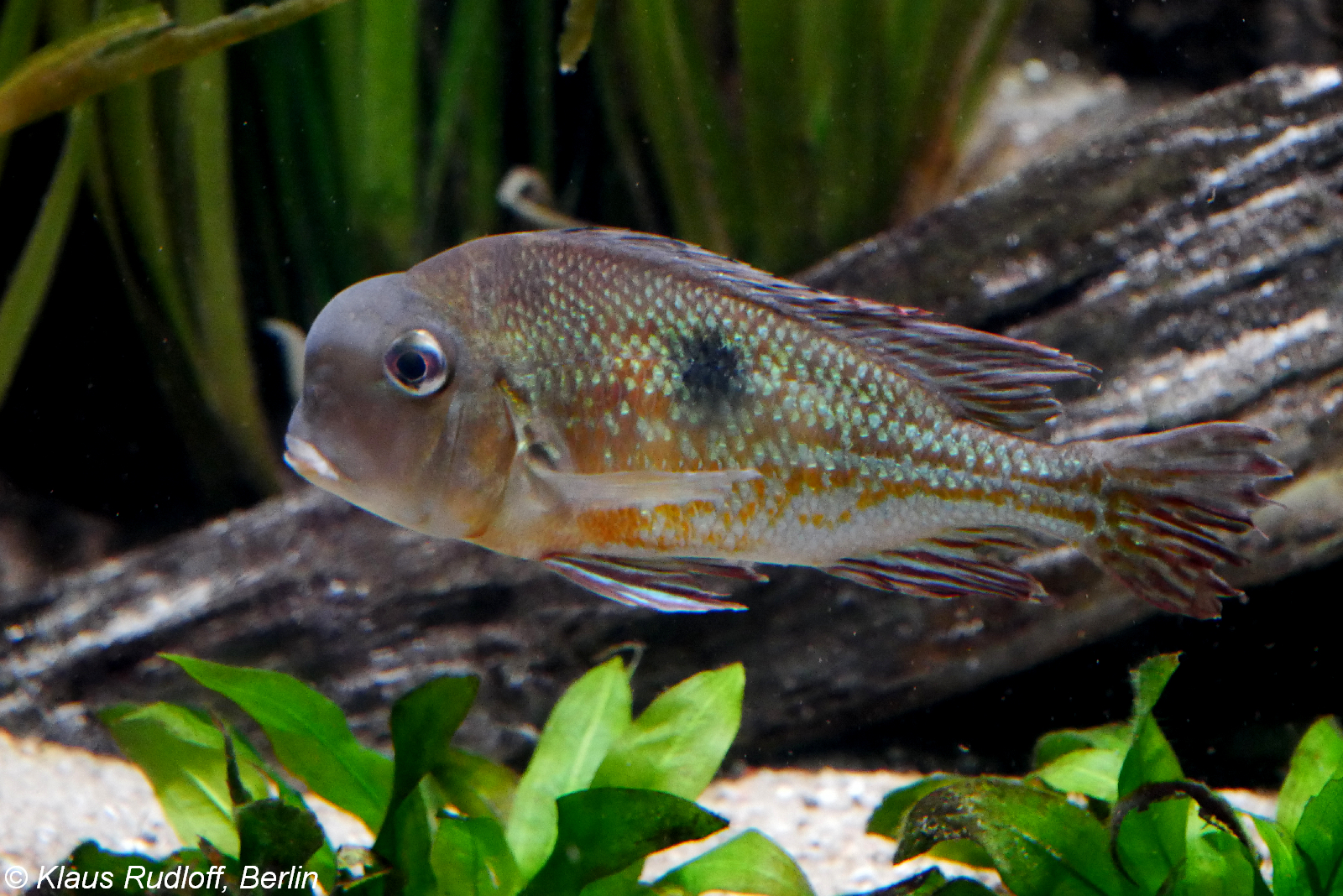
Geophagus proximus (perleťovka následná)
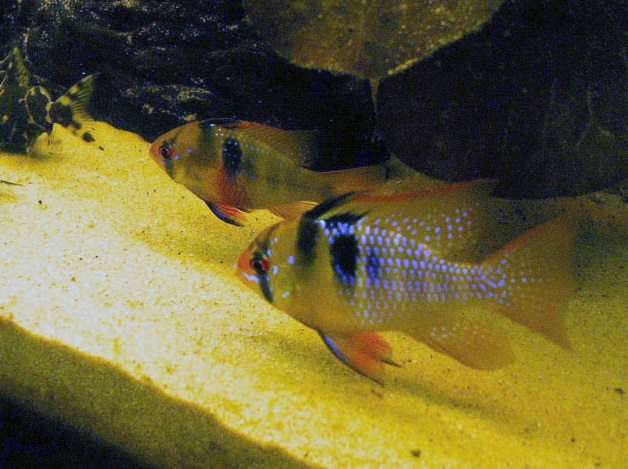
Mikrogeophagus ramirezi (cichlidka Ramirezova)
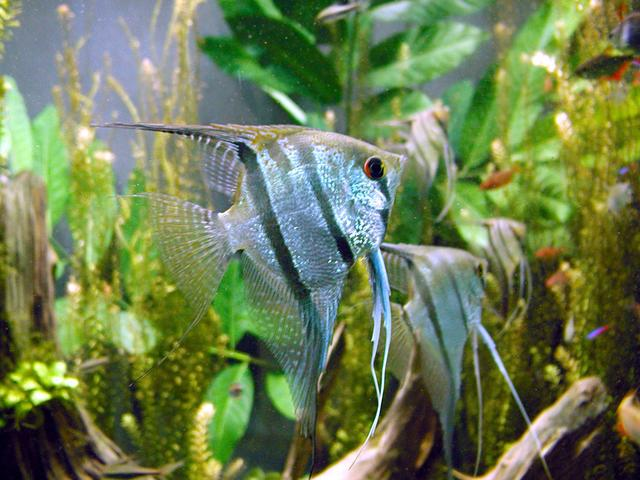
Pterophyllum scalare (skalára amazonská)
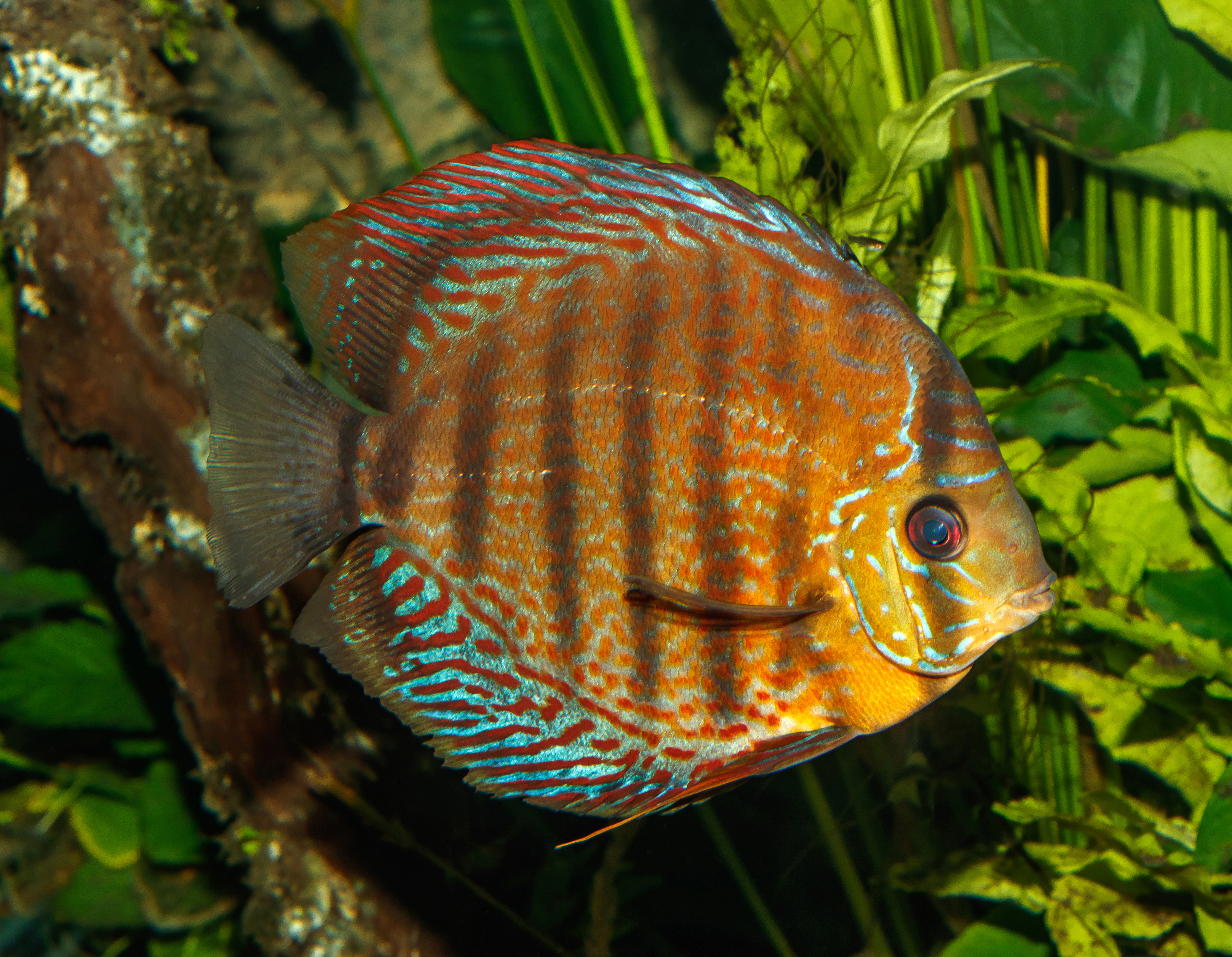
Symphysodon aequifasciatus (terčovec zelený)
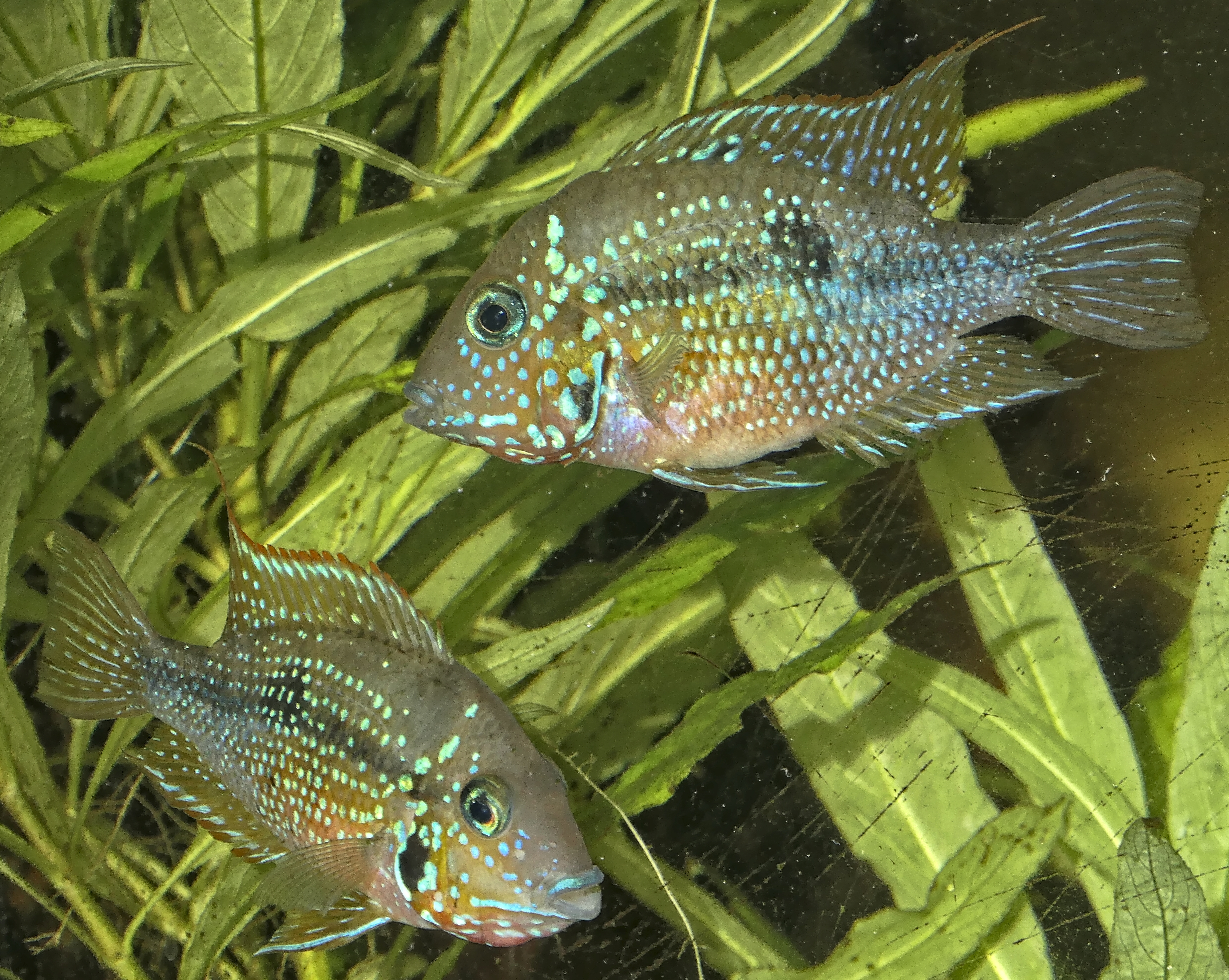
Thorichthys ellioti (kančík Eliotův)